# Кристал-Рівер (Флорида)
Кристал-Рівер (англ. Crystal River) — місто (англ. city) в США, в окрузі Цитрус штату Флорида. Населення — 3396 осіб (2020).

## Географія
Кристал-Рівер розташований за координатами 28°54′22″ пн. ш. 82°36′36″ зх. д. / 28.90611° пн. ш. 82.61000° зх. д. (28.906009, -82.610114).  За даними Бюро перепису населення США в 2010 році місто мало площу 17,68 км², з яких 16,03 км² — суходіл та 1,65 км² — водойми. В 2017 році площа становила 20,85 км², з яких 19,17 км² — суходіл та 1,67 км² — водойми.

## Демографія
Згідно з переписом 2010 року, у місті мешкало 3108 осіб у 1401 домогосподарстві у складі 794 родин. Густота населення становила 176 осіб/км².  Було 2036 помешкань (115/км²).
Расовий склад населення:
| - 87,2 % — білих - 7,6 % — чорних або афроамериканців - 2,1 % — азіатів - 0,3 % — корінних американців - 0,1 % — вихідців з тихоокеанських островів - 1,1 % — осіб інших рас |

До двох чи більше рас належало 1,7 %. Частка іспаномовних становила 5,2 % від усіх жителів.
За віковим діапазоном населення розподілялося таким чином: 14,1 % — особи молодші 18 років, 52,1 % — особи у віці 18—64 років, 33,8 % — особи у віці 65 років та старші. Медіана віку мешканця становила 55,4 року. На 100 осіб жіночої статі у місті припадало 90,6 чоловіків;  на 100 жінок у віці від 18 років та старших — 88,6 чоловіків також старших 18 років.
Середній дохід на одне домашнє господарство  становив 54 828 доларів США (медіана — 36 083), а середній дохід на одну сім'ю — 70 464 долари (медіана — 53 750). За межею бідності перебувало 26,3 % осіб, у тому числі 38,4 % дітей у віці до 18 років та 14,2 % осіб у віці 65 років та старших.
Цивільне працевлаштоване населення становило 926 осіб. Основні галузі зайнятості: освіта, охорона здоров'я та соціальна допомога — 34,4 %, мистецтво, розваги та відпочинок — 18,5 %, роздрібна торгівля — 16,2 %.